# Josh Stewart
Joshua Regnall Stewart (Diana, Virgínia Ocidental, 6 de fevereiro de 1977) é um ator de teatro, filmes e série de televisão estadunidense. Ficou famoso por interpretar o personagem Brendam Finney na série televisiva Third Watch.

## Biografia e carreira
Josh estudou nos estúdios formadores de atores T. Schreiber em Nova Iorque e é membro da décima terceira turma de teatro de rua de formados pelo estúdio. Tem como hobbies a prática do snowboard e do boxe, além de gostar de caçar com seu pai. Depois de formado, participou de algumas peças teatrais em Los Angeles quando contracenou com Robert Forster e Brooke Shields. Seu papel mais famoso na televisão foi como o policial Brendam Finney na série policial/dramática Third Watch. Finney era um personagem filho de um policial da corregedoria corrupto e tentava livrar sua imagem da de seu pai, mesmo não deixando de amá-lo. Atualmente, participa como um dos protagonistas da série do canal FX Dirt, interpretando Holt McLare.

## Filmografia Parcial
Cinema e filmes feitos para TV somente (TV):
- 2016 - Horas Decisivas - Tchuda Southerland
- 2015 - Transcendence - A Revolução
- 2012 - Batman - O Cavaleiro das Trevas Ressurge (The Dark Knight Rises)
- 2012 - The Big Valley
- 2011 - O Colecionador de Corpos 2 (The Collection 2) ..... Arkin
- 2009 - Código de Conduta (Law Abiding Citizen)  .... Rupert Ames
- 2009 - O Colecionador de Corpos (The Collector).... Arkin
- 2008 - The I Scream Man .... Bobby Mills
- 2008 - O Curioso Caso de Benjamin Button (The Curious Case of Benjamin Button).... Pleasant Curtis
- 2008 - She Lived
- 2008 - Jovens Malditos (The Haunting of Molly Hartley)
- 2007 - Jekyll .... Tommy
- 2007 - A Morte e a Vida de Bobby Z (The Death and Life of Bobby Z) .... Monk
- 2006 - Os Rebeldes (Lenexa, 1 Mile) ....  T.J. Ketting
- 2003 - Then Came Jones (TV) .... Bill Jenkins

## Séries deTV
- 2018. O Justiceiro - John Pilgrim
- 2016. ￼Shooter ( O Atirador) como Solotov
- 2012 - Grimm ... William Robert Granger (Episódio 2x07 - The Bottle Imp)
- 2012 - The Walking Dead Webisodes .... Chase
- 2010 - 2011 - No Ordinary Family .... Observador
- 2007 - Dirt .... Holt McLaren (14 episódios)
- 2007 - Atualmente - Criminal Minds .... Detective William LaMontagne Jr. (Recorrente)
- 1999 - 2005 -Third Watch.... Oficial Brendan Finney (20 episódios)
- 2004 - CSI: Crime Scene Investigation .... Sean Cleary

## Ligações Externas
- Josh Stewart no Imdb
- Fã site